# Kościół Wniebowzięcia Najświętszej Maryi Panny we Włochach
Kościół Wniebowzięcia Najświętszej Maryi Panny – rzymskokatolicki kościół parafialny we wsi Włochy, należący do parafii Wniebowzięcia Najświętszej Maryi Panny w dekanacie Namysłów wschód, archidiecezji wrocławskiej.

## Historia kościoła
We wsi Włochy wraz z powołaniem parafii, już między 1246 a 1270 rokiem został zbudowany drewniany kościół. W 1525 roku (w czasach reformacji), został przejęty przez protestantów. W tamtym czasie obiekt sakralny był pod wezwaniem Św. Mikołaja. W okresie wojny 30-letniej budynek spłonął w czasie pożaru, odbudowany został w 1676 roku, a konsekrował go biskup Jerzy Szustrowicz. W 1927 roku kolejny pożar doszczętnie strawił drewnianą budowlę. Obecną, murowaną świątynię wybudowano w 1929 roku, zachowując plan dawnego, drewnianego budynku.
Na wieży kościoła wisi dzwon odlany w 1608 roku. Waży około 270 kg i posiada ton uderzeniowy cis".

## Organy
We wnętrzu kościoła znajdują się organy piszczałkowe. Zostały one wykonane przez firmę Rieger z czeskiego Karniowa w 1930 roku jako opus 2428. Brzmienie tego instrumentu jest ciężkie i monumentalne. Organy posiadają 19 głosów, które obsługują dwa manuały i klawiatura nożna (pedał).
Dyspozycja instrumentu:
| Manuał I             | Manuał II          | Pedał        |
| -------------------- | ------------------ | ------------ |
| Mixtur 4 fach 2 2/3’ | Oboe 8’            | Subbas 16’   |
| Oktave 2’            | Flőtenprincipal 8’ | Oktavbas 8’  |
| Blockflőte 4’        | Gamba 8’           | Gedackt 8’   |
| Oktave 4’            | Aeolsharfe 8’      | Nachthorn 2’ |
| Hohlflőte 8’         | Quintade 8’        |              |
| Salicional 8’        | Traversflőte 4’    |              |
| Principal 8’         | Nachthorn 2’       |              |
| Bourdon 16’          |                    |              |